# Rejon Şəmkir
Rejon Şəmkir (azer. Şəmkir rayonu) – rejon w północno-zachodnim Azerbejdżanie. 